# Magyar Nemzeti Digitális Archívum és Filmintézet
A Magyar Nemzeti Digitális Archívum (MaNDA) egy olyan adatbázis, melyet a Forum Hungaricum Nonprofit Kft. által szervezett, valamint koordinált tevékenység során töltenek fel és bővítenek. Korábban a Magyar Nemzeti Digitális Archívum és Filmintézet nevet az intézmény megnevezésére használták; jelenleg (2017-től kezdődően) a MaNDA név kizárólag az adatbázis megnevezésére szolgál.
A Magyar Országgyűlés a 2011. június 6-i ülésnapján fogadta el a 2011. évi LX. törvényt, amely létrehozta önálló közgyűjteményként az egykori Magyar Nemzeti Filmarchívum bázisán. A filmekkel foglalkozó archívum Filmintézet néven a MaNDA részeként folytatta tovább működését, az 1957-ben alapított Magyar Nemzeti Filmarchívum utódaként és székhelyén, azzal a céllal, hogy az országos digitalizálási közmunkaprogram keretében digitalizálja és online elérhetővé tegye a teljes magyar kulturális örökséget. Kitűzött feladatai közé tartozott a digitalizált magyar kultúrkincs központi adatexportja az Európa Unió közös digitális könyvtárába, az Europeanába, valamint egy Nemzeti Filmtörténeti Élménypark létrehozása és működtetése Ózdon, európai uniós forrásokból. A MaNDA online felületeit a Kulturkincs.hu oldal fogja össze.
A MaNDA hatéves működés után, 2017. január 1-én megszűnt, feladatait és dolgozóit ettől az időponttól három utódintézmény vette át: a Filmintézet – ismét Magyar Nemzeti Filmarchívum néven – a Magyar Nemzeti Filmalap Zrt. felügyelete alá került, annak igazgatóságaként viszi tovább a filmes szakmai tevékenységet: a magyar filmkincs gyűjtését, megőrzését, terjesztését és digitalizálását. A könyvtári dokumentumok digitalizálásával kapcsolatos közfeladatokat az Országos Széchényi Könyvtár vette át. Az európai uniós pályázatok fenntartási kötelezettségét (így az ózdi Nemzeti Filmtörténeti Élménypark működtetését), valamint az országos digitalizációs közfoglalkoztatási programmal kapcsolatos feladatokat a Forum Hungaricum Nonprofit Kft. látja el.

## A MaNDA projektjei

### MaNDA TÉKA
A MaNDA Téka egy olyan kezdeményezés, melynek célja minél több kulturális örökség részeként archivált film, híradó, reklám és egyéb videóanyag szolgáltatása. Az egyes tartalmak mellett feltüntetett kölcsönzési díj megfizetése ellenében lehetséges. A filmlisták böngészése, a filmelőzetesek funkció regisztráció nélkül bárki számára elérhető.

### Kulturális GPS
A következő projekt igen modern kezdeményezésnek számít: a Kulturális GPS egy olyan alkalmazás, amely forradalmian új lehetőségeket tár fel mind a kultúra, mind az oktatás területén. Az alkalmazás okostelefonokra lett optimalizálva, célja a kultúrát ingyenesen elérhetővé tenni és segíteni a tájékozódást a kulturális helyszínek elhelyezkedésének mutatásával. A tervek szerint kb. 14 500 helyszín fog szerepelni az adatbázisban a történelmi Magyarország területéről. Ezek között megtalálhatóak lesznek múzeumok, templomok, közművelődési intézmények, műemlékek és kulturális rendezvényekhez kapcsolódó helyszínek.

### MaNDA Adatbázis
A Magyar Nemzeti Digitális Archívum (2017. január 1-től Forum Hungaricum Nonprofit Kft.) aggregációs adatbázisa – röviden MaNDA – a magyarországi múzeumok, könyvtárak, levéltárak, magángyűjtemények, civil szervezetek, kulturális és oktatási profilú intézmények digitalizált kulturális javait egy közös felületen publikáló, nyilvános online gyűjtemény. Az adatbázisnak célja a digitalizált értékek gyűjtése, rendszerezése és a szerzői jog keretei között a nyilvánosság számára hozzáférhetővé tétele, így nyújt betekintést partnereinek állományába, felfedi a kulturális tartalmakat, amelyeknek holléte egységes adatbázis híján nehezebben lenne beazonosítható.
2013-tól kezdődően közel 170 – volt és jelenlegi – partnerintézmény adja közre digitalizált dokumentumait az adatbázison keresztül, az Országos Kulturális Digitalizációs Közfoglalkoztatási Program segítségével. Nemzeti aggregátorként végzi a nemzeti kulturális értékek digitális formátumainak és a hozzájuk tartozó metaadatoknak az összegyűjtését és az Europeana Alapítvány felé történő exportálását, így az Európai Digitális Könyvtár nyilvános gyűjteményét is gyarapítja.
2016 folyamán a MaNDA adatbázisa mind a szerkesztői, mind a látogatói felületen megújult. A látogatói felület új, reszponzív webdesingt kapott, az oldalon elérhető dokumentációk pedig segítik a feltöltők és a felhasználók munkáját, eligazodásukat a honlapon. Az oldal elérhető angol nyelven és akadálymentesített verzióban is. A korábbi egyszerű keresési funkció mellett összetett és szűkített keresésre is lehetőség van.
A keresés és böngészés mellett az adatbázis tételeiből összeállított, hetente bővülő tematikus virtuális kiállításokat is megtekinthetnek az érdeklődők.
A Magyar Nemzeti Digitális Archívum nemzeti aggregátor szerepköréből adódóan kiemelt feladata volt az Európai Unió digitális könyvtárába, az Europeanába való tartalomszolgáltatás, melyet 2014 júniusától látott el, kezdetben FTP-szerveren keresztül. Az OAI szabványon alapuló adattovábbítás 2015 őszére valósult meg. Havonta átlagosan 3-4 ezer rekord kerül exportálásra az Europeana felé, ebből közel ezer rekord leírás adatmezőjét ültetik át angol nyelvre. 2017. január végéig 42 partnerintézménytől 107 013 rekord került exportálásra, melyből 100 635 rekordot publikáltak az Europeana nyilvános felületén. Az intézmény megszűnése után, 2017. január 1-től ezt a feladatot a Forum Hungaricum Nonprofit Kft. látja el.

### Nemzeti Filmtörténeti Élménypark és Digitális Erőmű
Az egykori ózdi kohászati üzemek területén alakították ki a Magyar Nemzeti Digitális Archívum és Filmintézet (MaNDA) részeként.

## Jogszabályok
Az intézmény feladatát, hatáskörét és alaptevékenységét meghatározó jogszabályok a következők:
- 1997. évi CXL. törvény a muzeális intézményekről, a nyilvános könyvtári ellátásról és a közművelődésről.
- 2004. évi II. törvény a mozgóképről.
- 203/2006. (X. 5.) Kormányrendelet a nemzeti filmvagyonba tartozó filmalkotások terjesztésének részletes szabályairól.